# 休斯敦港
休斯敦港（英語：Port of Houston）是位於美國得克薩斯州東南部城市休斯敦的港口，為全美外國貨物處理量最大的港口、所有貨物處理量第二大港口，僅次於南路易斯安那港。就全世界來看，休斯敦港也位居前列。除了貨物機能之外，休斯敦港沿岸也有眾多石油精煉所。

## 外部連結

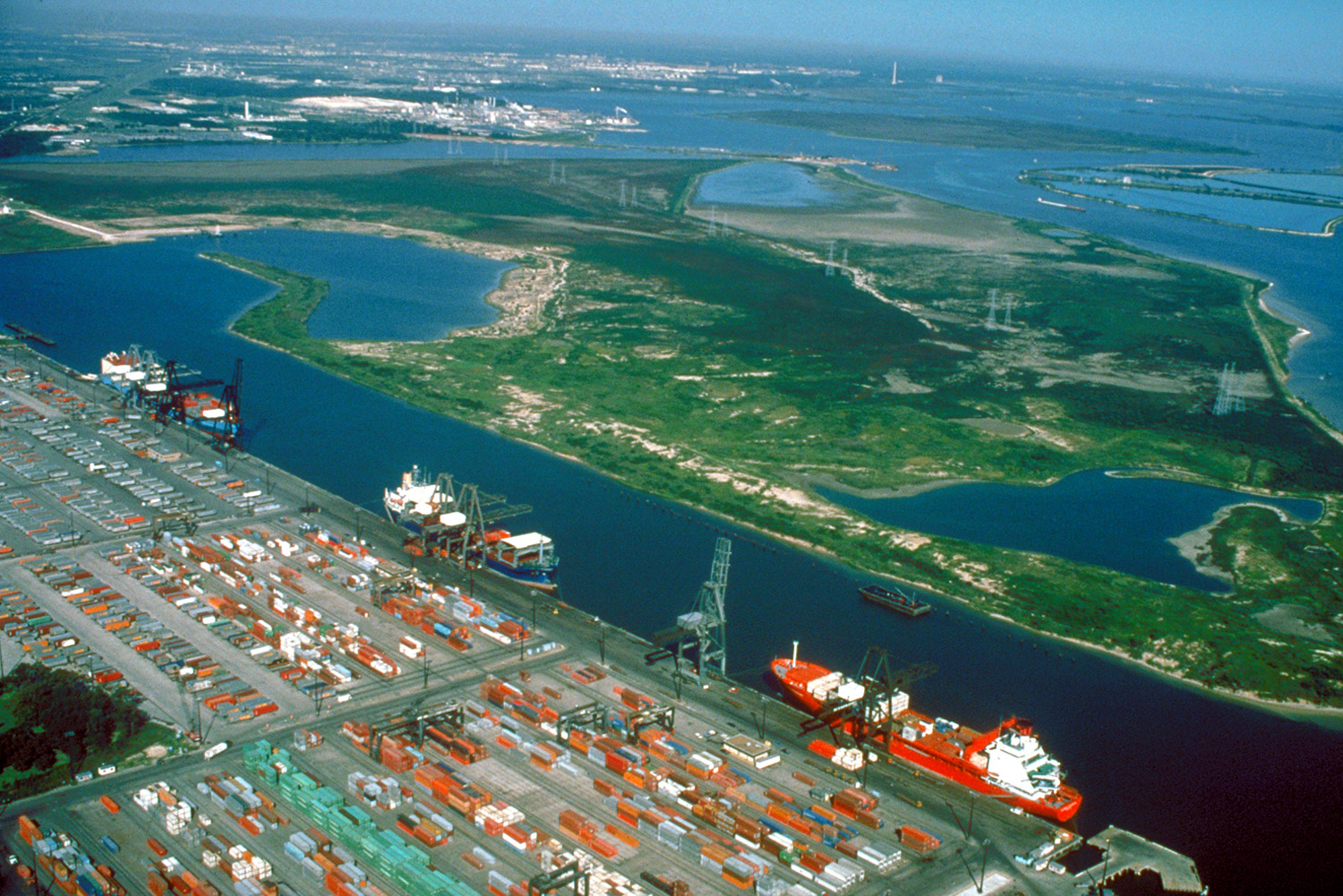
休斯敦港

- Port of Houston Official Website
- Port of Houston Facts （页面存档备份，存于）